# Neochactas fei
Espèce
Synonymes
- Broteochactas fei Pinto-da-Rocha, Gasnier, Brescovit & Apolinario, 2002

Neochactas fei est une espèce de scorpions de la famille des Chactidae.

## Distribution
Cette espèce est endémique de l'État d'Amazonas au Brésil. Elle se rencontre vers Manaus.

## Description
Le mâle holotype mesure 30,5 mm et la femelle paratype 28,4 mm.

## Éthologie
Ce sont des scorpions termitophiles.

## Systématique et taxinomie
Cette espèce a été décrite sous le protonyme Broteochactas fei par Pinto-da-Rocha, Gasnier, Brescovit et Apolinário en 2002. Elle est placée dans le genre Neochactas par Soleglad et Fet en 2003.

## Étymologie
Cette espèce est nommée en l'honneur de Nelson Fé.

## Publication originale
- Pinto-da-Rocha, Gasnier, Brescovit & Apolinário, 2002 : Broteochactas fei, a new scorpion species (Scorpiones, Chactidae) from Brazilian Amazonia, with notes on its abundance and association with termites. Revista Iberica de Aracnologia, vol. 6, p. 195-202 (texte intégral).